# 弗吉尼亚州体育项目列表
弗吉尼亚州有如下体育队。

## 美式足球
NCAA 
弗吉尼亚理工乌鸟 Virginia Tech (Hokies) 
弗吉尼亚大学骑士 University of Virginia (Cavalier) 

## 篮球
NCAA
弗吉尼亚大学骑士 University of Virginia (Cavalier) 
弗吉尼亚理工乌鸟 Virginia Tech (Hokies) 
乔治梅森爱国者 George Mason University (George Mason Patriot) 

## 棒球
小联盟 
里士满勇士（Richmond Braves，3A级国际联盟，母队：亚特兰大勇士） 
诺佛克潮汐（Norfolk Tides，3A级国际联盟，母队：纽约大都会） 
波多马克国民（Potomac，高阶1A级卡罗来纳联盟，母队：华盛顿国民） 
萨勒姆雪崩（Salem Avalanche，高阶1A级卡罗来纳联盟，母队：休士顿太空人） 
林屈堡山猫（Lynchburg Hillcats，高阶1A级卡罗来纳联盟，母队：匹兹堡海盗） 
普拉斯基蓝鸟（Pulaski Blue Jays，新人级阿帕拉契联盟，母队：多伦多蓝鸟） 
布利斯托白袜（Bristol White Sox，新人级阿帕拉契联盟，母队：芝加哥白袜） 
丹维尔勇士（Danville Braves，新人级阿帕拉契联盟，母队：亚特兰大勇士） 